# Momordica ovata
Momordica ovata är en gurkväxtart som beskrevs av Célestin Alfred Cogniaux. Momordica ovata ingår i släktet Momordica och familjen gurkväxter. Inga underarter finns listade i Catalogue of Life.